# Sebastián Lelio
Sebastián Lelio Watt (Mendoza, Argentina; 8 de març de 1974) és un director, guionista, productor i muntador xilè nascut a l'Argentina.
Entre les seves pel·lícules més rellevants destaquen Gloria (2013) i Una mujer fantástica (2017), guanyadora del Premi Oscar a la millor pel·lícula de parla no anglesa i segona producció xilena a obtenir un premi de l'Acadèmia (després del curt animat Historia de un oso el 2016).

## Biografia
Va néixer a la ciutat argentina de Mendoza, fill de pare argentí i mare xilena. No obstant això, Lelio no es considera argentí sinó xilè, perquè va viure en Xile des dels dos anys, quan es va traslladar a Viña del Mar després de la separació dels seus pares. Va ser l'únic fill de la parella (ell arquitecte, ella ballarina de ballet), però té set germanastres.
Va tenir una formació nòmada: «Fins als vint-i-un anys em vaig moure per diferents ciutats de Xile, vaig viure un temps als Estats Units, a Viña del Mar, la meva família materna és de Viña... En el fons mai vaig estar més de dos o tres anys en una mateixa ciutat». Després de passar alguns anys a Viña del Mar, la seva mare es va mudar a Concepción. Després van viure un any a Amèrica del Nord; dels dotze als disset va créixer a Cholguán. Nascut com Sebastián Lelio, va canviar el seu cognom pel de el seu pare adoptiu, Campos, però després d'haver obtingut una certa notorietat amb el seu primer llargmetratge, va reprendre el del seu pare biològic.
Després d'estudiar un any periodisme s la Universitat Andrés Bello, en 1994 va estudiar en la incipient Escola de Cinema de la Universitat ARCIS, liderada entre altres per Claudio di Girolamo i Pedro Chasckel. En 1995 va ingressar a la Escola de Cinema de Xile. Ha dirigit diversos curtmetratges, vídeos musicals i pel·lícules de ficció. Va estrenar ZERO (2003), un documental basat en material inèdit de la caiguda de les Torres Bessones, en codirecció amb Carlos Fuentes. Va dirigir també dues temporades de la reeixida sèrie documental Mi mundo privado, amb Fernando Lavanderos, nominada dues vegades al premi Altazor i també als premis Emmy.
Lelio comptava al juny de 2013 que no tenia fills, vivia amb la seva núvia, era aficionat als escacs (juga molt en línia) i no veia televisió, de la qual es va desfer per 2008.
Actualment viu en Berlín, on es va quedar després d'haver assistit al festival de cinema Berlinale en 2013 per a presentar Gloria. La protagonista d'aquesta pel·lícula, Paulina García va guanyar aquí el premi Os de Plata com a millor actriu. En el barri de Kreuzberg de la capital alemanya, va obrir a l'agost del mateix any un restaurant amb el nom del seu film, precisament en vespres de l'estrena comercial d'aquest.

## Trajectòria artística
Va ingressar a periodisme encara que volia estudiar cinema, però al principi no va aconseguir convèncer els pares, encara que aquests al final van acabar per cedir. El seu primer curt, 4, ho va filmar sent estudiant, en 1995; va fer diversos més abans d'estrenar el seu primer llargmetratge en 2005, a Sant Sebastià: La sagrada familia. Rodada en tres dies i editada durant gairebé un any, aquest film va participar en més de cent festivals i va rebre vint-i-vuit premis nacionals i internacionals.
Després d'aquest primer èxit, va venir Navidad (2009). Escrita a La Résidence del Festival de Canes, la cinta va ser estrenada en la Quinzena de Realitzadors d'aquest mateix any. El año del tigre, el seu tercer llargmetratge, va ser estrenat en la competència internacional del Festival de Cinema de Locarno de 2011.
La consagració definitiva li ha arribat amb Gloria, que va obtenir el premi Cinema en Construcció del Festival Internacional de Cinema de Sant Sebastià de 2012 i va ser estrenat en la competència oficial del Festival Internacional de Cinema de Berlín de 2013 amb excel·lents crítiques. Així, l'espanyol Carlos Boyero, gens donat a prodigar elogis, va escriure des de Berlín: "Ha arribat aquesta anhelada pel·lícula que allunya la somnolència i l'enutjosa sensació que t'importen poc o res les històries que t'estaven contant en la pantalla. És xilena, es titula Gloria, la dirigeix Sebastián Lelio i aconsegueix que no et desentenguis en cap moment del que li ocorre a una senyora de 60 anys que es nega a tirar la tovallola acceptant la resignada derrota vital que pot imposar una vellesa solitària", i "Gloria és tan sorprenent en la seva temàtica com audaç en les seves imatges. Exhibeix amb naturalitat la nuesa de gent que ja ha entrat en l'hivern, mostra el desig dels seus cossos, fa creïble el sexe que practiquen". Acaba assegurant que la cinta "és deliciosa".
En els seus treballs de ficció ha privilegiat la tecnologia digital. Utilitzant guions sense diàlegs, improvisació i molta feina de muntatge, va realitzar els curtmetratges Ciudad de maravillas, Carga vital i 2 minutos.
Ha estat distingit amb la Beca Guggenheim i la DAAD del Berliner Künstler Programm per al desenvolupament dels seus nous projectes (totes dues en 2012).
Com a guionista, ha escrit o coescrito totes les seves pel·lícules (inclosos els curts), a excepció d' El año del tigre.
En 2017 va estrenar al Festival Internacional de Cinema de Berlín Una mujer fantástica, que va escriure juntament amb Gonzalo Maza. En aquest certamen va obtenir el premi Os de Plata al millor guió i el Teddy Award al millor llargmetratge. La pel·lícula, protagonitzada per Daniela Vega, narra la història d'una dona transgènere que ha de bregar amb la mort de la seva parella. Entre els premis obtinguts durant els mesos següents es troben el Independent Spirit en la categoria de millor pel·lícula estrangera, el Goya a la millor pel·lícula iberoamericana, i el Óscar a la millor pel·lícula de parla no anglesa, sent la primera cinta xilena a obtenir el guardó en aquesta categoria.
Aquest mateix any va estrenar al Festival Internacional de Cinema de Toronto la pel·lícula Disobedience, la seva primera obra en anglès. Escrita en conjunt amb la dramaturga britànica Rebecca Lenkiewicz, la cinta és una adaptació de la novel·la homònima de Naomi Alderman, i va ser protagonitzada per Rachel Weisz, Rachel McAdams i Alessandro Nivola.
En el Festival Internacional de Cinema de Toronto de 2018 va estrenar Gloria Bell, una nova versió de la seva pel·lícula de 2013 Gloria, que compta amb la participació dels actors Julianne Moore, John Turturro, Michael Cera, Brad Garrett, Holland Taylor i Caren Pistorius.
Lelio va participar en la sèrie Homemade, una antologia composta de curtmetratges dirigits per diversos cineastes durant la pandèmia de malaltia per coronavirus i estrenada per Netflix en 2020. La resta dels curtmetratges van estar dirigits per Pablo Larraín, Ladj Ly, Paolo Sorrentino, Rachel Morrison, Naomi Kawase, Ana Lily Amirpour i Kristen Stewart, entre d'altres.

## Filmografia

### Llargmetratges
- 2002 - Fragmentos urbanos
- 2006 - La Sagrada Familia
- 2009 - Navidad
- 2011 - El año del tigre
- 2013 - Gloria
- 2017 - Una mujer fantástica
- 2017 - Disobedience
- 2018 - Gloria Bell

### Curtmetratges
- 1995 - 4
- 1996 - Cuatro
- 2000 - Smog (amb Marialy Rivas)
- 2002 - Ciudad de maravillas
- 2003 - Carga vital
- 2010 - El efecto Kulechov

## Premis i nominacions
| Any  | Pel·lícula           | Premi                                             | Categoria                               | Resultat   |
| ---- | -------------------- | ------------------------------------------------- | --------------------------------------- | ---------- |
| 2007 | La Sagrada Familia   | Premis Altazor                                    | Direcció Cinema – Ficció                | Guanyadora |
| 2007 | La Sagrada Familia   | Premis Pedro Sienna                               | Millor llargmetratge de ficció          | Guanyadora |
| 2007 | La Sagrada Familia   | Premis Pedro Sienna                               | Millor direcció                         | Guanyadora |
| 2007 | La Sagrada Familia   | Premis Pedro Sienna                               | Millor guió                             | Nominada   |
| 2010 | Navidad              | Premis Pedro Sienna                               | Millor llargmetratge de ficció          | Nominada   |
| 2010 | Navidad              | Premis Pedro Sienna                               | Millor direcció                         | Nominada   |
| 2010 | Navidad              | Premis Pedro Sienna                               | Millor guió                             | Nominada   |
| 2013 | Gloria               | Premis Pedro Sienna                               | Millor llargmetratge de ficció          | Guanyadora |
| 2013 | Gloria               | Premis Pedro Sienna                               | Millor direcció                         | Nominada   |
| 2013 | Gloria               | Premis Pedro Sienna                               | Millor guió                             | Guanyadora |
| 2014 | Gloria               | Premis Altazor                                    | Direcció Cinema – Ficció                | Guanyadora |
| 2014 | Gloria               | Premis Altazor                                    | Millor guió                             | Guanyadora |
| 2014 | Gloria               | Premis Platino                                    | Millor pel·lícula                       | Guanyadora |
| 2014 | Gloria               | Premis Platino                                    | Millor director                         | Guanyadora |
| 2014 | Gloria               | Premis Platino                                    | Millor guió                             | Guanyadora |
| 2017 | Una mujer fantástica | Premis Oscar                                      | Millor pel·lícula de parla no anglesa   | Guanyadora |
| 2017 | Una mujer fantástica | Festival Internacional de Cinema de Berlín        | Teddy Award al millor llargmetratge     | Guanyador  |
| 2017 | Una mujer fantástica | Festival Internacional de Cinema de Berlín        | Os de Plata al millor guió              | Guanyador  |
| 2017 | Una mujer fantástica | Festival Internacional de Cinema de Berlín        | Os d'Or                                 | Nominat    |
| 2017 | Una mujer fantástica | Festival Internacional de Cinema de Sant Sebastià | Premi Sebastiane                        | Nominat    |
| 2017 | Una mujer fantástica | Festival Internacional de Cinema de Sant Sebastià | Premi Sebastiane Latino                 | Guanyador  |
| 2017 | Una mujer fantástica | Festival Internacional de Cinema de Sant Sebastià | Premi Horizontes Latinos                | Nominat    |
| 2017 | Una mujer fantástica | Festival de Cinema de Lima                        | Premi del Jurat                         | Guanyador  |
| 2017 | Una mujer fantástica | Premi Iberoamericà de Cinema Fénix                | Millor pel·lícula                       | Guanyador  |
| 2017 | Una mujer fantástica | Premi Iberoamericà de Cinema Fénix                | Millor direcció                         | Guanyador  |
| 2017 | Una mujer fantástica | Premis Independent Spirit                         | Millor pel·lícula estrangera            | Guanyadora |
| 2017 | Una mujer fantástica | Premis Globus d'Or                                | Millor pel·lícula estrangera            | Nominat    |
| 2017 | Una mujer fantástica | Premis Goya                                       | Millor pel·lícula iberoamericana        | Guanyadora |
| 2017 | Una mujer fantástica | Premi Forqué                                      | Millor pel·lícula latinoamericana       | Guanyador  |
| 2017 | Una mujer fantástica | Premis GLAAD                                      | Millor pel·lícula d'exhibició limitada  | Guanyadora |
| 2018 | Una mujer fantástica | Premis Platino                                    | Millor pel·lícula                       | Guanyadora |
| 2018 | Una mujer fantástica | Premis Platino                                    | Millor director                         | Guanyadora |
| 2018 | Una mujer fantástica | Premis Platino                                    | Millor guió                             | Guanyadora |
| 2018 | Disobedience         | British Independent Film Awards                   | Millor pel·lícula independent britànica | Pendent    |
| 2018 | Disobedience         | British Independent Film Awards                   | Millor guió                             | Pendent    |